# It Felt Like Love
It Felt Like Love  es una película independiente del 2013, el primer largometraje dirigido por Eliza Hittman.

## Trama
La adolescente Lila quiere emular las proezas sexuales de su más experimentada mejor amiga. Ella se obsesiona e intenta insertarse en el mundo de un hombre más viejo y promiscuo, poniéndose en una situación peligrosamente vulnerable.

## Reparto
- Gina Piersanti como Lila.
- Giovanna Salimeni como Chiara.
- Ronen Rubinstein como Sammy.
- Jesse Cordasco como Patrick.
- Nicolas Rosen como Devon.
- Richie Folio como Justin.
- Kevin Anthony Ryan como el Padre de Lila.
- Case Prime como Nate.

## Recepción
It Felt Like Love se estrenó en el festival de Sundance del 2013, y posteriormente fue proyectada en el Festival Internacional de Cine de Róterdam, el Festival de cine de Maryland y el Festival de Cine de Giffoni. La película fue adquirida por Variance Films en noviembre de 2013, estrenándose en cines en 2014.